# Slesvigsk hjælpeforening
Slesvigsk hjaelpeforening, grundades i juni 1844 i Köpenhamn av det nationalliberala partiets ledande män på uppmaning av den bland bönderna i Nordschleswig bildade Slesvigske forening "som bestående länk och bindeled mellan de danske söder och norr om Kongeaa", och upphörde efter schleswig-holsteinska kriget 1848–1850.